# سیارک ۶۷۷۳
سیارک ۶۷۷۳ (به انگلیسی: 6773 Kellaway، نامگذاری:1988LK) شش هزار و هفتصد و هفتاد و سومین سیارک کشف شده‌است که در ۱۵ ژوئن ۱۹۸۸ کشف شد.